# فرانک بی جیوت
 فرانک بی جیوت (انگلیسی: Frank B. Jewett؛ زاده ۵ سپتامبر ۱۸۷۹ درگذشته ۱۸ نوامبر ۱۹۴۹ (۷۰ سال)) یک فیزیک‌دان اهل ایالات متحده آمریکا بود.